# Ма Кэ
Ма Кэ (кит. упр. 马可, пиньинь Mǎ Kě; 1971, Чанчунь) — китайский модельер, первой из китайских кутюрье показала свои образцы в Париже и Лондоне, получила мировое признание.

## Биография
Окончила школу текстильных технологий Сучжоуского университета (1992), затем училась в Лондоне в Центральном художественном колледже Святого Мартина.
Ей принадлежат две торговые марки: готового платья EXCEPTION, созданная в 1996, и высокой моды WUYONG, существующая с 2006. Основала компанию Mixmind Art & Design Co, Ltd, базирующуюся в Гуанчжоу. Использует традиционные китайские техники ручной работы, ткачества и вышивки, в частности — традиции народа дун (Южный Китай). Вместе с тем, новаторски применяет нетрадиционные материалы вроде брезента, «найденные вещи», включая старые, и т. п.
В настоящее время работает в собственной студии в Чжухае (провинция Гуандун).

## Книги
- Ma Ke point one. Hong Kong: MAP Book Publishers, 2005

## Известность и признание
На Шанхайском международном фестивале моды 2005 была признана лучшим модельером нового поколения. Показывала свои работы на Шэньчжэньской биеннале градостроительства и архитектуры (2005), в Национальном художественном музее Китая (2009). В 2007 — первой среди китайских модельеров — была приглашена на Парижскую Неделю моды. В 2008 была гостьей Французской федерации кутюрье. В том же году удостоена в Нидерландах премии принца Клауса.
Её своеобразная философия одежды (как принципиальной анти-моды), работа над моделями от-кутюр и их оригинальный (без использования подиума) показ под общим названием WUYONG (Бесполезное) в парижском Пале-Рояле (2007, постановка Шэнь Вэя) стали центральным эпизодом одноименного документального фильма Цзя Чжанкэ, который получил премию Венецианского МКФ в программе Горизонты (2007, ). В 2009 шоу Бесполезное было представлено в лондонском Музее Виктории и Альберта.